# Kaczy Dół (użytek ekologiczny)
Kaczy Dół – użytek ekologiczny położony na terenie miasta Kędzierzyn-Koźle w województwie opolskim. Utworzony Rozporządzeniem Wojewody Opolskiego z 8 grudnia 2003 roku.

## Charakter
Zajmujące powierzchnię 1,15 ha śródleśne bagno z oczkami wodnymi. Występują torfowce i roślinność szuwarowa, miejsce gniazdowania ptaków wodno-błotnych i rozrodu płazów.

## Położenie

### Położenie administracyjne
- starostwo: Kędzierzyn-Koźle
- gmina: Kędzierzyn-Koźle

### Nadleśnictwo
- nadleśnictwo: Kędzierzyn
- obręb: Kędzierzyn
- leśnictwo: Brzeźce
- oddział: 55d
- nr działek: 55/2

### Położenie geograficzne
- Kotlina Raciborska